# 香港國際美酒展
香港國際美酒展（英文：Hong Kong International Wine and Spirits Fair）是每年一度於11月舉行的展覽，為亞洲最大型的美酒盛會，展覽內容包括葡萄酒、啤酒、烈酒及其他含有酒精飲品，以及酒類生產和物流服務等。
第5屆香港國際美酒展於2012年11月8日至10日舉行，參與展覽的商家達935個，來自逾30個國家，其中葡萄酒古國阿塞拜疆及以伏特加聞名的俄羅斯更是首次參與。展覽最後一日將會開放予成年公眾人士入場，門票為200港元，另外設有團體購買價格門票為99港元，入場人士可以獲得送贈市場價值為110港元的酒杯乙隻，以用於場內免費品嚐各種類的酒精。第5屆展覽新增了冰窖酒區展示烈酒及展至全球最巨型的30公升樽裝香檳。